# Charleston (South Carolina)
 For alternative betydninger, se Charleston. (Se også artikler, som begynder med Charleston)
Charleston er en by i den østlige del af delstaten South Carolina i USA. Den ligger på South Carolinas atlanterhavskyst. Byens kælenavn er "Den hellige by", hvilket skyldes de mange kirker i byen. 
Charleston er med sine ca. 150.227 (2020, 2020) indbyggere statens næststørste by. 70 % er hvide, mens 25 % er af afro-amerikansk afstamning. Klimaet ligger på grænsen mellem subtropisk og tempereret klima. Temperaturen er typisk mellem 5 og 15 grader i de koldeste måneder (januar og februar) og mellem 20 og 35 grader i de varmeste måneder (juli og august). Om sommeren er temperaturer på mere end 40 grader celsius midt på dagen ikke sjældne, samtidigt med at luftfugtigheden kan være høj.
Den ældste del af byen ligger på en halvø mellem Ashley River, Cooper River og Wando River.

## Historie
Byen blev grundlagt i 1670 af engelske immigranter, og den blev oprindeligt kaldt Charles Towne efter den engelske konge Karl 2. (Charles 2.). Senere ændrede navnet sig til Charleston. I 1788 var det i Charlestons daværende toldbygning, at South Carolina ratificerede den amerikanske forfatning og dermed blev den nye unions 8. stat. 
Bygningen rummede også et fængsel, og her sad blandt andet sørøveren Stede Bonnet fængslet, fra han blev taget til fange og dømt for sørøveri i november 1718, til han blev hængt på en sandbanke ud for byen i december samme år. 
I 1773 vedtog England den såkaldte "Tea Act", der førte til det kendte "Boston Tea Party". Men også i Charleston opstod der uroligheder i forbindelse med loven. Her kastede man dog ikke teen i havnen, men skjulte den i kælderen under toldbygningen. Senere blev teen solgt og brugt til at finansiere frihedskampen mod England. På trappen til toldbygningen erklærede South Carolina sig allerede i 1774 for uafhængig af England, og dermed indledte staten frihedskrigen, selv om den officielt først startede med underskrivelsen af uafhængighedserklæringen i 1776.
Det var i samme toldbygning, at South Carolina den 20. december 1860 som den første stat udtrådte af unionen igen og blev en selvstændig stat, indtil man tilsluttede sig Confederate States of America den 8. februar 1861.
Det var også i Charleston, at Den amerikanske Borgerkrig startede. Allerede i januar 1861 affyrede kadetter fra byens citadel skud mod et nordstatsskib på vej ind i Charlestons havn, og den 12. april samme år åbnede kanonerne på Fort Johnson ild mod nordstatsstyrken på Fort Sumter i byens havn, og dermed var borgerkrigen i gang.
I 1863 var det fra Charleston, at ubåden CSS Hunley sejlede ud, og som den første ubåd nogensinde sænkede et fjendtligt skib. Hunley gik selv ned efter sænkningen. 
I 1864 rykkede nordstatstropper ind i byens omegn, og der blev indledt et bombardement af Fort Sumter, som nu var i Sydstaternes besiddelse. Belejringen af fortet varede frem til 17. februar 1865, hvor fortet og byen overgav sig. På det tidspunkt var der affyret mere end 46.000 granater mod fortet.
I 1885 blev byen ramt af en kraftig orkan og i 1886 af et jordskælv. På trods af dette står de fleste af byens historiske bygninger, herunder de mange kirker endnu.

## Charleston i dag
Byen rummer en mængde historiske bygninger, herunder en lang række "antebellum" huse – altså huse opført før borgerkrigen. Specielt på "The Battery" ved havnen er der mange gamle huse, men de findes også andre steder i byen. 
Market Street indeholder et gademarked, der i dag mest handler med turistsouvenirs, blandt andet de berømte håndflettede sweetgrass kurve, som også kan købes mange andre steder. Krydset mellem Meeting Street og Broad Street kaldes "Four Corners of the Law". Her ligger på det ene hjørne byens rådhus (byens lov), på det andet ligger retsbygningen (statens lov), på det tredje ligger posthuset (unionens lov), og på det sidste ligger St. Michaels kirke (Guds lov).
I havnen ligger fortsat Fort Sumter, som er åbent for besøg. Ved Patriots Point nordøst for byen ligger et marinemusem, hvor blandt andre hangarskibet USS Yorktown og ubåden USS Clagamore er udstillede.
På Sullivans Island ved udsejlingen fra Charlestons havn ligger Fort Moultrie, et af USA's ældste forter. Også dette fort, der var i brug fra 1776 til 1947, er i dag åbent for publikum. 
Langs floderne Ashley og Cooper, samt på halvøen Mount Pleasant ligger adskillige store plantageejendomme, blandt andet Boone Hall Plantation, der går for at være USA's mest fotograferede plantage. I Danmark er den nok mest kendt for sin "rolle" i TV-serien Nord og Syd.

## Kendte personer med tilknytning til Charleston
- John C. Calhoun, USA's krigsminister under James Monroe og vicepræsident under John Quincy Adams og Andrew Jackson. Senere en af de varmeste fortalere for South Carolinas løsrivelse fra unionen.
- Osceola, seminolehøvding, der sad fanget på Fort Moultrie fra 1837 til sin død i 1838.
- Stede Bonnet, sørøver. Blev arresteret, dømt til døden og hængt på en sandbanke ud for byen.
- Mary Boykin Miller, amerikansk forfatter. Datter af South Carolinas guvernør.
- Juadah Benjamin, finansminister i Confederate States of America.
- Edgar Allan Poe, amerikansk forfatter og digter. Gjorde tjeneste på Fort Moultrie
- George C. Marshall, amerikansk general og udenrigsminister og ansvarlig for Marshall-planen. Gjorde tjeneste på Fort Moultrie.
- Melanie Thornton (1967–2001), R&B/Pop/Dance Singer (former member of La Bouche), døde i en flyulykke nær Bassersdorf ved (Zürich), (Schweiz).
- Stephen Colbert, amerikansk komiker og talkshow-host, er opvokset i Charleston.

## Eksterne referencer
- Officiel hjemmeside
- National Park Service's hjemmeside om Charleston Arkiveret 12. december 2005 hos  Wayback Machine
- USA's stater – South Carolina
- SciWays side om Charleston